# Aphylla boliviana
Aphylla boliviana är en trollsländeart som beskrevs av Belle 1972. Aphylla boliviana ingår i släktet Aphylla och familjen flodtrollsländor. Inga underarter finns listade i Catalogue of Life.